# James McGarry
James McGarry (9 de abril de 1998) es un futbolista neozelandés que juega como mediocampista o defensor en el Brisbane Roar F. C. de la A-League.

## Carrera
En 2014 arribó al Wellington Phoenix Reserves. Luego de disputar la ASB Premiership 2014-15 con el equipo, en donde jugó 13 de los 16 encuentros, fue contratado por tres años para el primer equipo, participante de la A-League.

### Clubes
| Club                            | País          | Año       |
| ------------------------------- | ------------- | --------- |
| Wellington Phoenix Reserves     | Nueva Zelanda | 2014-2015 |
| Wellington Phoenix              | Nueva Zelanda | 2015-2018 |
| Willem II                       | Países Bajos  | 2018-2020 |
| Wellington Phoenix              | Nueva Zelanda | 2020-2022 |
| Newcastle Jets                  | Australia     | 2022-2023 |
| Central Coast Mariners          | Australia     | 2023      |
| Aberdeen F. C.                  | Escocia       | 2023-2025 |
| Athens Kallithea F. C. (cedido) | Grecia        | 2025      |
| Brisbane Roar F. C.             | Australia     | 2025-     |

### Selección nacional
En representación de Nueva Zelanda ganó el Campeonato Sub-17 de la OFC 2015, en el que jugó cuatro partidos y marcó tres goles. Posteriormente, en la Copa Mundial de la categoría de ese año, jugó cuatro encuentros, anotando un gol frente a Francia. Con la selección sub-20 no disputó el Campeonato de la OFC 2016 debido a una lesión, pero sí fue parte del plantel que disputó la Copa Mundial Sub-20 de 2017.
El 17 de noviembre de 2019 debutó con la selección absoluta de Nueva Zelanda en un amistoso ante Lituania que ganaron los lituanos por 1-0.

## Palmarés
| Título                | Club                              | País                  | Año  |
| --------------------- | --------------------------------- | --------------------- | ---- |
| Campeonato Sub-17 OFC | Selección sub-17 de Nueva Zelanda | Samoa Samoa Americana | 2015 |